# Музей на зехтина (Панагия)
Музеят на зехтина „Сотирелис“ (на гръцки: Μουσείο Ελαιολάδου Σωτηρέλη) се намира в село Панагия на остров Тасос.

## История
През 1915 г. в селото започва производство на зехтин от местния сорт маслини „фруба“ чрез използване на воденица, която се е задвижвала от водата от три планински извора. Завъртането на колелото на воденицата предава движението на машините, чрез които се пресоват маслините и се произвежда студено пресованият зехтин – Extra Virgin. Воденицата, която единствена в Гърция все още функционира, онагледява на практика производствения процес.
С електрификацията на селото през 1968 г. фабриката се усъвършенства и модернизира с цел подобряване качеството на зехтина, мощността и скоростта на производство. Тя произвежда студено пресован зехтин по традиционния метод до 2007 г.
След 2007 г. фабриката е превърната в Музей на зехтина, където са представени машините и крайните продукти, снимки на производствения цикъл от събирането на маслините до бутилирането на зехтина, любопитни факти и кратък филм за историята и производствения процес.